# Municipio de Long Beach (Nueva Jersey)
El municipio de Long Beach (en inglés: Long Beach Township) es un municipio ubicado en el condado de Ocean  en el estado estadounidense de Nueva Jersey. En el año 2010 tenía una población de 3,051 habitantes y una densidad poblacional de 53 personas por km².

## Geografía
El municipio de Long Beach se encuentra ubicado en las coordenadas 39°36′24″N 74°12′32″O / 39.60667, -74.20889.

## Demografía
Según la Oficina del Censo en 2000 los ingresos medios por hogar en el municipio eran de $48,697 y los ingresos medios por familia eran $59,833. Los hombres tenían unos ingresos medios de $41,681 frente a los $31,528 para las mujeres. La renta per cápita para la localidad era de $33,404. Alrededor del 5.1% de la población estaba por debajo del umbral de pobreza.